# York Minster
York Minster er en stor gotisk katedral i York i Nordengland. Den er sæde for ærkebiskoppen af York og domkirke for bispedømmet York. Katedralen er den største kirkebygning fra Middelalderen i Storbritannien og i Commonwealth of Nations. Den er viet til Sankt Peter.
Den har et meget bredt skib og kapitelsal i stilen Decorated Gothic, "udsmykket gotisk" 1290–1350 en:Decorated Gothic.
Kor og østenden er i Perpendicular Gothic, "lodret gotisk stil" begyndende ca. 1350 en:Perpendicular Period, 
mens nord- og syd-tværskib er i stilen Early English, "tidlig engelsk (gotisk) stil" ca. 1190–1250 ifølge sir Nikolaus Pevsner en:Early English Period.
Vestsiden af midtskibet indeholder et vindue fra 1338, og østsiden af skibet har det store østvindue (færdiggjort i 1408), som er over for Vor Frue Kapel, kapellet for Jomfru Maria i den østlige ende. I det hele taget er katedralen i York berømt for sine vinduer.
I det nordlige tværskib ligger De fem søstres vinduer, hvert lancet-vindue (formet som en lanse) er mere end 16 meter højt. Orglet i koret er to gange blevet ødelagt ved brand; det nuværende orgel er fra 1829 og blev restaureret i 1993.
- York Minster
- Tårnet mod sydvest
- Udsigt fra taget af det centrale tårn
- Et glasmosaik-vindue der skulle vise kong Salomo